# Sanktuarium Matki Bożej Leśniowskiej Patronki Rodzin
Sanktuarium Matki Bożej Leśniowskiej Patronki Rodzin – sanktuarium maryjne znajdujące się w Żarkach, w dzielnicy Leśniów.

## Legenda
Historia sanktuarium w Leśniowie jest związana z legendą, według której w 1382 r. zmierzający do Opola z Rusi książę Władysław Opolczyk postanowił zrobić postój na polanie opodal drewnianego kościółka. Wiózł on ze sobą ikonę Matki Boskiej Bełzkiej, obraz, który miał się stać ośrodkiem kultu maryjnego na Jasnej Górze lepiej znanego jako Obraz Matki Boskiej Częstochowskiej oraz figurę Maryi z Dzieciątkiem na ręku. Jako że wędrowcy nie mieli picia, przeto modlili się przed wyruszeniem o siły na drogę i szczęśliwy powrót do Opola. Nagle stał się cud: Wtem rzeźba Maryi jakby złotą łuną się okryła. Z miejsca wskazanego ręka Dzieciątka, spod omszałego kamienia, wybiła krystaliczna struga wody, mieniąca się w słońcu srebrem i błękitem. Woda miała przy tym właściwości niezwykłe. Znużeni odzyskiwali siły, przemyte wodą rany natychmiast się goiły, chorzy odzyskiwali zdrowie... Wdzięczny za łaskę Maryi książę Władysław Opolski pozostawił świętą figurę w małym drewnianym kościółku Leśniowskim.

## Historia

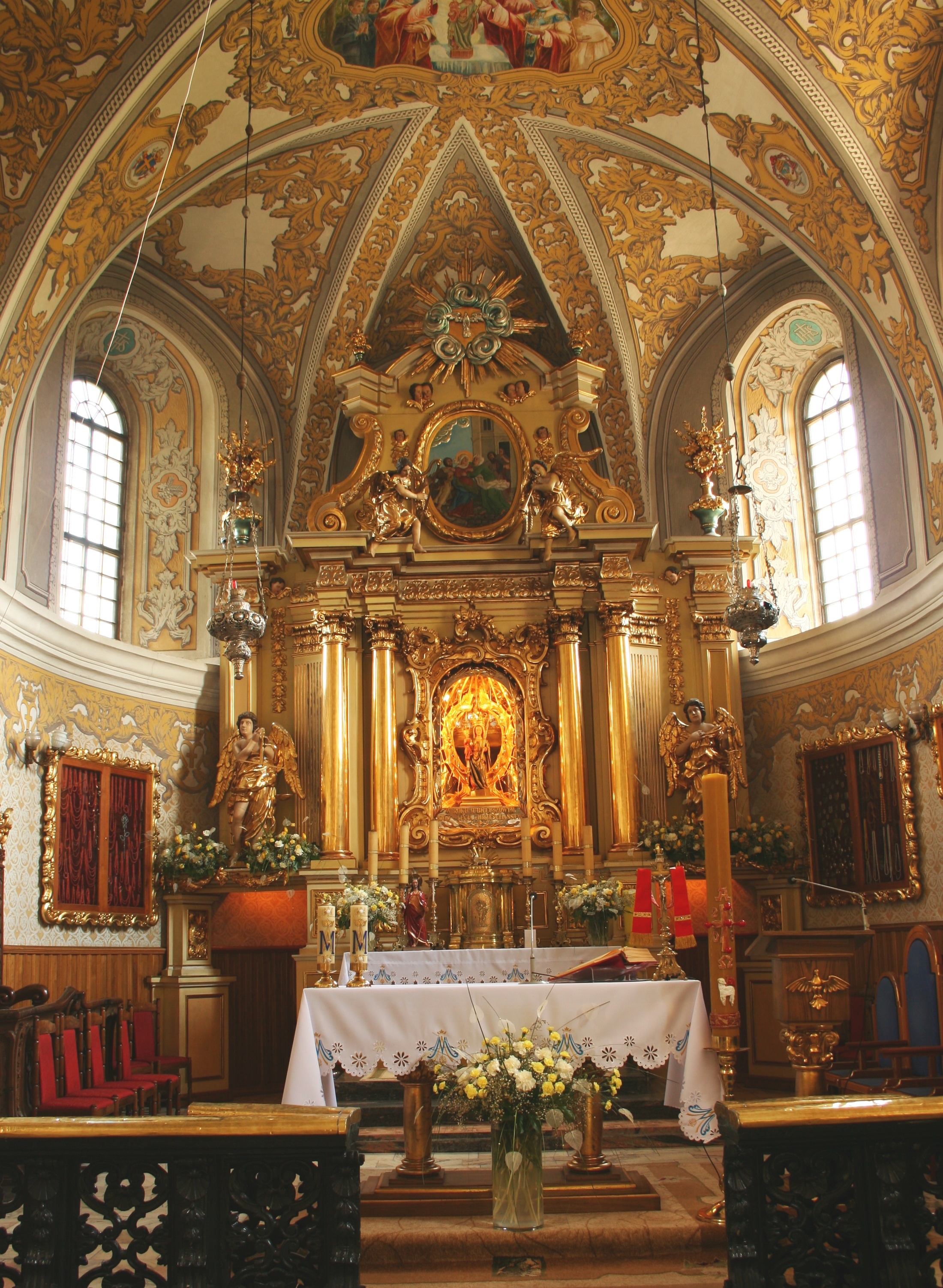
Główny ołtarz

Drewniany kościół w Leśniowie istniał prawdopodobnie już w 1325 r.
16 maja 1706 r. właściciel Żarek Józef Męciński przyznał paulinom na mocy przywileju kościół wraz z drewnianym klasztorem, uprzednio przez dwa lata użytkowany przez zakon karmelitów bosych.
W 1755 r. rozpoczęła się budowa murowanego klasztoru, która została ukończona w 1768 r. Przybudowano również kościół. Przedłużono nawę, wzniesiono murowaną kruchtę, szczyt ozdobiono sygnaturką. Wewnątrz powstał w 1730 r. barokowy ołtarz, w którego centrum umieszczono cudowną figurę. W XVIII w. wzbogacono także wnętrze konfesjonałami, rokokowymi stallami i balustradami. Z XIX w. pochodzą dwa boczne ołtarze: św. Józefa i św. Pawła Pustelnika. Pani Leśniowska zyskała w XVIII w. złocone korony i sukienki z cennej materii. OO. Paulini zadbali także o źródło, ogradzając je i uporządkowując otoczenie.
W 1967 r. ks. Kardynał Stefan Wyszyński dokonał koronacji Matki Boskiej Leśniowskiej. Na uroczystości był również obecny Metropolita Krakowski, ks. Kardynał Karol Wojtyła, późniejszy papież Jan Paweł II. Dzięki staraniom tego ostatniego Kongregacja ds. Kultu Bożego i Dyscypliny Sakramentów ustanowiła uroczystość Matki Boskiej Leśniowskiej w dniu 2 lipca, zatwierdziła także formularz mszy świętej ku czci Matki Bożej Leśniowskiej Patronki Rodzin.
2 grudnia 2010 r., w godzinach popołudniowych skradziono z Sanktuarium pochodzące z 1746 r. korony, które zostały wykonane na zlecenie ówczesnego przeora Klasztoru – o. N. Raciborskiego przez złotnika z Częstochowy – Jan Szabelskiego. Zostały użyte przy oficjalnej koronacji w 1967 r.
2 lipca 2011 r. odbyła się rekoronacja figury, z użyciem nowych koron – poświęconych przez papieża Benedykta XVI podczas audiencji generalnej w środę 22 czerwca.